# Coriarachne brunneipes
Coriarachne brunneipes là một loài nhện trong họ Thomisidae.
Loài này thuộc chi Coriarachne. Coriarachne brunneipes được Richard C. Banks miêu tả năm 1893.